# 2023年青森県議会議員選挙
2023年青森県議会議員選挙（2023ねんあおもりけんぎかいぎいんせんきょ）は、青森県における議決機関の一つである青森県議会を構成する議員を全面改選するために行われる選挙である。第20回統一地方選挙の前半戦投票日である2023年4月9日に投票が行われた。

## 概要
青森県議会の任期4年が満了したことに伴って実施された選挙。
2023年3月31日に告示され、定数48に対し65人が立候補。無投票当選が決まった選挙区は4つだった。

## 基礎データ
- 選挙事由：任期満了
- 選挙形態：地方議会議員選挙
- 告示日：2023年3月31日
- 投票日：2023年4月9日
- 選挙区：16区
- 定数：48名

## 当選者
自民党 
 立憲民主党 
 共産党 
 公明党 
 参政党 
 無所属 
| 青森市     | 高橋修一     | 鹿内博     | 伊吹信一 | 小笠原大佑 |
| 青森市     | 森内之保留   | 花田栄介   | 吉俣洋   | 関良       |
| 青森市     | 後藤美穂子   | 山谷清文   |          |            |
| 弘前市     | 谷川政人     | 安藤晴美   | 菊池勲   | 齊藤爾     |
| 弘前市     | 川村悟       | 鶴賀谷貴   |          |            |
| 八戸市     | 山田知       | 高畑紀子   | 夏坂修   | 田名部定男 |
| 八戸市     | 工藤悠平     | 大崎光明   | 清水悦郎 | 田端深雪   |
| 黒石市     | 大平陽子     |            |          |            |
| 五所川原市 | 櫛引ユキ子   | 寺田達也   | 今博     |            |
| 十和田市   | 田中順造     | 丸井裕     |          |            |
| 三沢市     | 小比類巻正規 |            |          |            |
| むつ市     | 吉田ゆかり   | 井本貴之   | 斉藤孝昭 |            |
| つがる市   | 三橋一三     |            |          |            |
| 平川市     | 工藤貴弘     | 大澤敏彦   |          |            |
| 東津軽郡   | 福士直治     |            |          |            |
| 西津軽郡   | 工藤兼光     |            |          |            |
| 南津軽郡   | 阿部広悦     |            |          |            |
| 北津軽郡   | 成田陽光     |            |          |            |
| 上北郡     | 工藤慎康     | 蛯沢正勝   | 木明和人 | 北向由樹   |
| 三戸郡     | 夏堀浩一     | 夏堀嘉一郎 | 和田寛司 |            |

### 繰り上げ当選
| 年     | 月日   | 選挙区       | 当選者   | 当選政党 | 欠員 | 欠員政党 | 欠員事由         |
| ------ | ------ | ------------ | -------- | -------- | ---- | -------- | ---------------- |
| 2023年 | 6月6日 | 青森市選挙区 | 大澤祥宏 | 無所属   | 関良 | 無所属   | 青森市長選挙出馬 |